# 家庭教師ヒットマンREBORN!オープニング&エンディングテーマソングス3〜未来決戦編までのアニメ主題歌をフルで聴け!〜
『家庭教師ヒットマンREBORN!オープニング&エンディングテーマソングス3〜未来決戦編までのアニメ主題歌をフルで聴け!〜』（かてきょーヒットマンリボーン オープニングアンドエンディング テーマソングススリー みらいけっせんへんまでのアニメしゅだいかをフルできけ）はテレビ東京系テレビアニメ『家庭教師ヒットマンREBORN!』の主題歌を集めたコンピレーション・アルバム。

## 内容
- オープニングは標的154から標的203、エンディングは標的140から標的203までの主題歌を集めた3枚目のコンピレーション・アルバム。

## 収録曲
1. 青い夢（森翼）
2. Funny Sunny Day＜REBORN Japanese Version＞（SxOxU）
3. 夢のマニュアル（CHERRYBLOSSOM）
4. gr8 story（SuG）
5. LISTEN TO THE STEREO!!（GOING UNDER GROUND）
6. ファミリア（D-51）
7. キャンバス（+Plus）